# Ulrich Baumgärtner
Ulrich Baumgärtner (* 4. Juli 1960 in Bruchsal) ist ein Sanitätsoffizier a. D. der Bundeswehr und war zuletzt im Dienstgrad Generaloberstabsarzt der Inspekteur des Sanitätsdienstes der Bundeswehr.

## Militärische Laufbahn
Von 1980 bis 1986 absolvierte Baumgärtner ein Studium der Humanmedizin an der Ruprecht-Karls-Universität Heidelberg mit anschließender Approbation als Arzt. 1986 trat er seine erste Verwendung am damaligen Bundeswehrkrankenhaus Wildbad an. 1987 promovierte er zum Dr. med. Es folgten Verwendungen vom Truppenarzt bis zum Divisionsarzt bei der Fallschirmjägertruppe. Von 1992 bis 1994 nahm er am 35. Generalstabslehrgang Heer an der Führungsakademie der Bundeswehr in Hamburg teil. Es folgten weitere Führungs- und Stabsverwendungen, insbesondere im Schwerpunkt Konzeption und Organisation. 2010 folgte eine Verwendung als Kommandeur Kommando Schnelle Einsatzkräfte Sanitätsdienst in Leer. Von 2013 bis 2014 war Baumgärtner Abteilungsleiter B im Kommando Sanitätsdienst der Bundeswehr in Koblenz. Von 2014 bis 2015 leitete er die Unterabteilung III (Personelle Einsatzbereitschaft, Innere Führung, Ausbildung, Sanitätsdienst) in der Abteilung Führung Streitkräfte des Bundesministeriums der Verteidigung. 2016 wurde Baumgärtner auf den Dienstposten des Kommandeurs Kommando Sanitätsdienstliche Einsatzunterstützung in Weißenfels versetzt. Am 25. September 2018 wurde Baumgärtner der 16. Inspekteur des Sanitätsdienstes der Bundeswehr.
Der Generalinspekteur der Bundeswehr übergab das Kommando über den Sanitätsdienst der Bundeswehr am 2. Mai 2024 an Ralf Hoffmann. Baumgärtner wurde danach im Kommando Sanitätsdienst der Bundeswehr in Koblenz eingesetzt. Am 21. August 2024 wurde er mit einem Großen Zapfenstreich auf der Festung Ehrenbreitstein in den Ruhestand verabschiedet.

## Auszeichnungen
- 1997 Ehrenkreuz der Bundeswehr in Silber
- 2001 Ehrenkreuz der Bundeswehr in Gold
- 2003 Einsatzmedaille der Bundeswehr KFOR
- 2004 Einsatzmedaille der Bundeswehr ISAF
- 2005 Einsatzmedaille der italienischen Streitkräfte KFOR

Baumgärtner ist Offizier der Ehrenlegion.

## Privates
Baumgärtner ist verheiratet und hat drei Kinder.